# Indywidualne Mistrzostwa Świata Juniorów na Żużlu 2020
Indywidualne Mistrzostwa Świata Juniorów na Żużlu 2020 – cykl turniejów żużlowych mających wyłonić najlepszych żużlowców do lat 21 na świecie w sezonie 2020. Tytuł wywalczył Australijczyk Jaimon Lidsey. 
W mistrzostwach zaplanowano – podobnie jak w latach poprzednich – rozegranie trzech turniejów finałowych (w Poznaniu, Stralsundzie i Pardubicach), jednakże z powodu pandemii COVID-19 odbył się tylko turniej w Pardubicach i na jego podstawie wyłoniono medalistów IMŚJ.. 

## Finał
- Pardubice, 2 października 2020

| Msc. | Zawodnik          | Państwo           | Pkt |             | Uwagi                                |
| ---- | ----------------- | ----------------- | --- | ----------- | ------------------------------------ |
| 1    | Jaimon Lidsey     | Australia         | 14  | (3,3,3,2,3) | I m. w finale, I m. w półfinale A    |
| 2    | Dominik Kubera    | Polska            | 12  | (1,3,3,3,2) | II m. w finale, II m. w półfinale A  |
| 3    | Oļegs Mihailovs   | Łotwa             | 11  | (2,3,2,2,2) | III m. w finale, II m. w półfinale B |
| 4    | Daniel Bewley     | Wielka Brytania   | 13  | (2,2,3,3,3) | IV m. w finale, I m. w półfinale B   |
| 5    | Mads Hansen       | Dania             | 8   | (2,1,3,1,1) | III m. w półfinale A                 |
| 6    | Petr Chlupáč      | Czechy            | 7   | (3,w,0,2,2) | III m. w półfinale B                 |
| 7    | Jakub Miśkowiak   | Polska            | 9   | (1,1,2,2,3) | IV m. w półfinale A                  |
| 8    | Jan Kvěch         | Czechy            | 13  | (3,2,2,3,3) | upadek w półfinale B                 |
| 9    | Niklas Säyriö     | Finlandia         | 6   | (2,0,2,1,1) |                                      |
| 10   | Lukas Fienhage    | Niemcy            | 5   | (0,3,1,1,0) |                                      |
| 11   | Marko Lewiszyn    | Ukraina           | 5   | (u,w,1,3,1) |                                      |
| 12   | Mattia Lenarduzzi | Włochy            | 5   | (1,2,d,0,2) |                                      |
| 13   | Luke Becker       | Stany Zjednoczone | 4   | (t,2,1,1,d) |                                      |
| 14   | Alexander Woentin | Szwecja           | 3   | (3,d,w,d,t) |                                      |
| 15   | Lukas Baumann     | Niemcy            | 1   | (0,1,0,0,w) |                                      |
| 16   | Steven Goret      | Francja           | 0   | (0,w,d,u,w) |                                      |
| 17   | rez. Daniel Klima | Czechy            | 0   | (d)         |                                      |
| 18   | rez. Pavel Kuchař | Czechy            | 0   | (u)         |                                      |

### Wyniki poszczególnych wyścigów
1. Woentin, Sayrio, Lewiszyn (u3), Klima (d4) (Becker - t)
2. Kvěch, Bewley, Lenarduzzi, Goret
3. Chlupáč, Hansen, Kubera, Baumann
4. Lidsey, Mihailovs, Miśkowiak, Fienhage
5. Kubera, Kvěch, Miśkowiak, Sayrio
6. Mihailovs, Lenarduzzi, Lewiszyn (w/u), Chlupáč (w/u)
7. Lidsey, Bewley, Hansen, Woentin (d4)
8. Fienhage, Becker, Baumann, Kuchař (u4) (Goret - w/2min)
9. Hansen, Sayrio, Fienhage, Lenarduzzi (d4)
10. Lidsey, Kvěch, Lewiszyn, Baumann
11. Kubera, Mihailovs, Woentin (w/u), Goret (d4)
12. Bewley, Miśkowiak, Becker, Chlupáč
13. Bewley, Mihailovs, Sayrio, Bauman
14. Lewiszyn, Miśkowiak, Hansen, Goret (u4)
15. Kvěch, Chlupáč, Fienhage, Woentin (d4)
16. Kubera, Lidsey, Becker, Lenarduzzi
17. Lidsey, Chlupáč, Sayrio, Goret (w/2min)
18. Bewley, Kubera, Lewiszyn, Fienhage
19. Miśkowiak, Lenarduzzi, Baumann (w/u), Woentin (t)
20. Kvěch, Mihailovs, Hansen, Becker (d4)
21. Półfinał A: Lidsey, Kubera, Hansen, Miśkowiak
22. Półfinał B: Bewley, Mihailovs, Chlupáč, Kvěch (u3)
23. Finał: Lidsey, Kubera, Mihailovs, Bewley